# القوس الهيليني
القوس الهيليني أو قوس إيجة هو سلسلة جبال مقوسة في جنوب بحر إيجة يقع على الحافة الجنوبية لبحر إيجه [الإنجليزية].

## وصف
ينتج القوس، من الناحية الجيولوجية، عن اندساس الصفيحة الأفريقية تحته على طول منطقة الاندساس الهيلينية [الإنجليزية]. اتجاهات الخندق الهيليني موازية لجانبه الجنوبي. غالبًا ما تُعتبر صفيحة بحر إيجة، وهي صفيحة ميكروية، جزءًا من الصفيحة الأوراسية التي هي في طور التباعد. القوس نفسه بحري بشكل أساسي، تظهر قمم الجبال كجزر في البحر الأيوني أو جزيرة كريت وضواحيها أو في مجموعة دوديكانيسيا. وهي تتعدى على تضاريس البر الرئيسي في البيلوبونيز، وكريت، ورودس، والساحل الجنوبي للأناضول، وبالتالي فهي تشمل كل من اليونان وتركيا.
يكون اتجاه الاندساس إلى الشمال. لذلك تسمى المواقع الموجودة على القوس أو بالقرب منه على الجانب الشمالي "خارجية" لأنها تقع على الهامش الخارجي للصفيحة. المواقع الواقعة في الشمال "داخلية". تكون حركة الاندساس عمومًا من الخارج إلى الداخل. يتحرك القوس والخندق الهيلينيان في الاتجاه المعاكس، من الداخل إلى الخارج، بسبب امتداد القوس الخلفي وهو ما يمثل الشكل المقوس الشديد. توجد في جوهرها طبقتان في منطقة الاندساس، واحدة سفلية تتحرك من الخارج إلى الداخل، والأخرى علوية تتحرك من الداخل إلى الخارج.
يأتي امتداد الطبقة العليا المطلوبة لهذه الرحلة للقوس والخندق من ترقق القوس الخلفي ("في الجزء الخلفي من القوس")، مما يؤدي إلى إضعاف القشرة هناك. كانت هناك بالفعل سلسلة جبال شمال القوس، إرث من تكون جبال الألب، يُطلق عليها "القوس الداخلي". قممها هي سيكلادس. بالإضافة إلى ذلك، ظهرت سلسلة من البراكين عبرها، بسبب اختراق الصهارة للقشرة الضعيفة ؛ ومن ثم، يسمى هذا "القوس الداخلي" القوس البركاني لجنوب بحر إيجة [الإنجليزية]. يعتبر القوسان مختلفين، كونهما من مجموعات مختلفة. غالبًا ما يشير مصطلح "القوس الهيليني" إلى القوس الهامشي أو "غير البركاني"، والذي يُطلق عليه أيضًا اسم مقدمة بحر إيجة في الاتجاه من الخارج إلى الداخل، وهو ما يتوافق مع الخندق الهيليني باعتباره الجرف الأمامي.

## هندسة القوس الهيليني
يمتد القوس الهيليني من الجزر الأيونية في الغرب إلى شرق جزيرة رودس في الشرق، حيث يرتبط بالقوس القبرصي.

## تطور
الهندسة الحالية للقوس الهيليني هي نتيجة للهجرة جنوبًا لمنطقة الاندساس. وقد أدى هذا إلى التمدد على طول خط القوس أثناء انتفاخه وامتداده بشكل عمودي على القوس، وهي الحالة التكتونية الحالية.

## الزلزالية
القوس الهيليني هو أحد أكثر المناطق الزلزالية نشاطًا في غرب أوراسيا. لقد كان بانتظام مصدرًا للزلازل التي بلغت قوتها 7 درجات في المئة عام الماضية من التسجيل الآلي والموقع لحدثين تاريخيين على الأقل كان من المحتمل أن تكون قوتهما 8 أو أكثر، زلزال جزيرة كريت365 وزلزال جزيرة كريت 1303 ‏. 